# الخط الزمني للحرب الأهلية السورية (يناير–أبريل 2020)
هذه قائمة بأبرز الأحداث التي شهدتها الحرب الأهلية السورية خلال الفترة الممتدة من كانون الثاني/يناير إلى نيسان/أبريل 2020.

## كانون الثاني/يناير

### الأحداث
1 كانون الثاني/يناير
- الطائرات الحربيّة الروسية تقصفُ في ساعاتٍ مبكرةٍ من الصباح عبر الصواريخ الفراغية الأطراف الغربية لمدينة إدلب
- قصفٌ صاروخي للنظام السوري يستهدفُ مدرسةً في مدينة سرمين بريف إدلب الشرقي
  - مقتل 7 مدنيين بينهم 4 أطفال وامرأة بعد القصف الأخير للنظام على سرمين
- النظام السوري يستهدفُ عبر الصواريخ بلدتي كنصفرة وكفرعويد بريف إدلب الجنوبي
- فصائل المعارضة السوريّة تستهدفُ بالمدفعية الثقيلة تجمعات للنظام في قريتي الرصيف والعزيزية في ريف حماة الغربي

2 كانون الثاني/يناير
- فصائل المعارضة تبدأُ هجومًا على مواقع النظام السوري وحليفه الروسي جنوب شرقي إدلب وتوقع عددًا من القتلى
- هيئة تحرير الشام تفجر عربتين مفخختين وسط تجمّعات للنظام السوري على محور التح بريف إدلب الجنوبي الشرقي
- الجيش الوطني السوري يُعلن مقتل وجرح عدد من عناصر النظام السوري إثر تنفيذه «إغارة نوعية» على عددٍ من النقاط في محور تلة الملك شمال اللاذقية

3 كانون الأول/ديسمبر
- النظام السوري يقصفُ بالمدفعيّة الثقيلة بلدتي جزرايا وزمار في ريف حلب الجنوبي
- خروج مظاهرة شعبية في مدينة إدلب تنديدًا بالهجوم الروسي على الشمال السوري
- قصف صاروخي للنظام السوري يستهدفُ مدينة معرة النعمان في ريف إدلب الجنوبي

4 كانون الثاني/يناير
- طيران النظام السوري يستهدفُ بالرشاشات الثقيلة مدينة سراقب شرقي إدلب
- الطيران المروحي يستهدف بالبراميل المتفجرة بلدتي معرشمشة وتلمنس بريف إدلب الجنوبي
- النظام السوري يُواصل دكّ مدينة معرة النعمان بالصواريخ الفراغية
- النظام السوري يقصفُ في وقتٍ متأخرٍ عبر البراميل المتفجّرة عددًا من القرى بما في ذلك الحامدية وطلافح
- مصادر في المعارضة تقولُ إنّ الفصائل الثورية قد استهدفت بالمدفعية مواقع الميلشيات الإيرانية في سدّ شغيدلة بريف حلب الجنوبي
- تجدّد المناوشات بين الجيش السوري الحر المدعوم تركيًا والميليشات الكرديّة على مقربةٍ من مدينة الرقّة

5 كانون الثاني/يناير
- الفيلقُ الثالث في الجيش الوطني السوري (الجيش السوري الحر المدعوم تركيًا) يُعلن إرسال تعزيزاتٍ عسكرية إضافية للتصدي للنظام وحلفائه على محاورِ إدلب
- مقتل مدنيين اثنين وإصابة آخرين جرّاء قصفٍ مدفعي للنظام على قرية برنة في ريف حلب الجنوبي
- الطيرانُ الحربي السوري يقصفُ بالصواريخ الفراغية مدينة أريحا جنوب إدلب مع انتصاف اليوم
  - مقتل 13 مدنيًا وجرح عشرات آخرين بعد قصف النظام لمدينة أريحا
- الطيران المروحي السوري يستهدفُ بالبراميل المتفجرة بلدة حنتوتين بجبلِ الزاوية جنوب إدلب
- مقتل مدني وإصابة آخر نتيجة استهداف الطيران الحربي السوري بالصواريخ مدينة سراقب بريف إدلب الشرقي
- الطيران الحربي التابع للنظام يشنُّ غارةً جويةً على بلدة الزربة في ريف حلب الجنوبي

6 كانون الثاني/يناير
- لا أحداث مُهمَّة طوال اليوم

7 كانون الثاني/يناير
- فصائل المعارضة تستهدفُ بصاروخٍ مضادٍ للدروع قوات النظام السوري على محور جرجناز بريف إدلب الجنوبي الشرقي وتُوقع قتلى
- النظام السوري يقصفُ بالمدفعيّة قرية البرقوم بريف حلب الجنوبي بالتزامنِ مع قصف براجمات الصواريخ على محيط بلدة الزربة وعلى خان طومان المجاورتين

8 كانون الثاني/يناير
- اندلاع اشتباكات مسائيّة عنيفة جنوب شرقي إدلب بين فصائل المعارضة المسلّحة والنظام المدعومِ عبر الطائرات الحربية الروسية
- وزارة الدفاع التركية تُعلن عن مقتلِ 4 من جنودها في انفجار سيارة مفخخة في منطقة شمالي سوريا

9 كانون الثاني/يناير
- الطيران الحربي الروسي يقصفُ مع ساعات الصباح الأولى عبر الصواريخ الفراغيّة أطراف مدينة معرة النعمان بريف إدلب الجنوبي الشرقي
- رئيس مركز المصالحة الروسي في سوريا يُعلن بَدْء العمل بنظام وقفِ إطلاق النار في إدلب ابتداءً من ظهر اليوم
  - روسيا تُعلن التوصل إلى اتفاق مع تركيا لوقفِ إطلاق النار بإدلب

10 كانون الثاني/يناير
- الطيران الحربي السوري يشنُّ غارات جوية على أطراف بلدة معرشورين بريف إدلب الجنوبي وهي البلدة التي تتعرّضُ لقصفٍ عنيفٍ منذ ما يزيدُ عن الشهر في محاولةٍ من النظام للسيطرة عليها
- الطيران الحربي السوري يشنُّ غارات جوية أخرى على مدينة معرة النعمان ومحيطها في ريف إدلب الجنوبي الشرقي وهي المدينة التي تتعرض أيضًا لقصفٍ متسمرٍ منذ أكثر من شهر من قِبل قوات النظام وحليفه الروسي من أجل السيطرة عليها
- فصائل المعارضة تقصفُ تمركزات للنظام عبر صاروخ مضاد للدروع على محور الكبينة بريف اللاذقية الشمالي
- وزارة الدفاع التركية تُعلن أنَّ وقفَ إطلاق النار في إدلب سيبدأ اعتبارًا من منتصف ليلة الأحد 12 كانون الثاني/يناير بعدما كانت روسيا قد أعلمت بدء سريان اتفاق الهُدنة
- النظام السوري يقصفُ بصواريخ محملة بذخائر عنقودية بلدة سرجة في جبل الزاوية جنوب إدلب ما تسبّب في وقوعِ إصاباتٍ في صفوف المدنيين

11 كانون الثاني/يناير
- طائرات النظام السوري تشنُّ مع ساعات الصباح الأولى غارات مكثفة بالصواريخ الفراغية والبراميل المتفجرة على ريف إدلب الجنوبي الشرقي
- الجبهة الوطنية للتحرير تُعلن مقتل عددٍ من «المرتزقة الروس» بعد استهداف موقعهم في جبل التركمان شمال اللاذقية بصاروخ مُوَجَّه

- النظام السوري يُغير على مركز مدينة إدلب بعدة غارات جوية
  - مقتل 6 مدنيين وجُرح 30 آخرين جرّاء القصف الجوي لطيران النظام على مركز مدينة إدلب
- النظام السوري يُغير أيضًا على مدينة بنش شرق إدلب
  - مقتل 7 مدنيين (4 سيّدات و3 أطفال) وجرح 25 آخرين بعد الغارات الجويّة على بنش

12 كانون الثاني/يناير
خطأ لوا في وحدة:Location_map على السطر 455: No value was provided for longitude.
- النظام السوري يقصفُ بالمدفعية الثقيلة مدينة معرة النعمان وقرية معرشمشة في ريف إدلب الجنوبي الشرقي
- تعرّض بلدة جزرايا في ريف حلب الجنوبي لقصفٍ مدفعي من قِبل النظام وحلفائه
- قوات النظام تستهدف بقذائف المدفعية الثقيلة بلدة تلمنس والأطراف الشرقية لمدينة معرة النعمان بريف إدلب الجنوبي
- اندلاع اشتباكات متفرّقة في درعا بين مسلّحين وعناصر للنظام السوري

13 كانون الثاني/يناير
- فصائل المعارضة تنجحُ في صدّ محاولة تقدم للنظام السوري على محور تلة نوارة شمال اللاذقية
- مقتل مدني وإصابة آخرين بقصفٍ مدفعي للنظام على قرية الدانا قُرب معرة النعمان بريف إدلب الجنوبي الشرقي
- النظام السوري يقصفُ بلدة الزربة في ريف حلب الجنوبي بصواريخ الراجمات

14 كانون الثاني/يناير
- قصفٌ مكثف بقذائف المدفعية الثقيلة من قِبل النظام وحلفائه على بلدات الركايا وكفر سجنة وتلمنس بريفِ إدلب الجنوبي مع ساعات الصباح الأولى

- غارات جوية روسية تستهدفُ محيط بلدة خان السبل بريف إدلب
- وسائل إعلام تابعة للنظام السوري تُعلن تعرُّض مطار التيفور العسكري بريفِ حمص لما سمَّتهُ «هجومًا مُعاديًا»
  - وكالة سوريا للأنباء (سانا) تقولُ إنَّ الهجوم على مطار التيفور العسكري بريفِ حمص تمَّ بواسطة طائرات مسيرة وصواريخ

15 كانون الثاني/يناير
شهد هذا اليوم تصعيدًا كبيرًا من حيثُ القصف من قِبل النظام السوري وحليفه الروسي على مخلتف مدن وبلدات محافظة إدلب
- الطيران الحربي الروسي يشنُّ في تمام السابعة وربع صباحًا بالتوقيت المحلي (جرينتش +02) غارات جوية على محيط بلدة معصران في ريف إدلب الجنوبي الشرقي
- غارات جوية أخرى للطيران الحربي الروسي على مدينة معرة النعمان بريف إدلب الجنوبي الشرقي وذلك بعد حوالي ساعة ونصف من القصف الأول لمعصران

- الطيران المروحي التابع للنظام يستهدفُ بالبراميل المتفجرة بلدة كفروما بريف إدلب الجنوبي
- مصادر في المعارضة تقولُ إنَّ 6 طائرات حربية تابعة لروسيا والنظام تُحلِّق في أجواء جنوب وشرق إدلب وتنفذ غارات جوية على التجمعات السكانية والطرق الرئيسية
- خروج مظاهرة بعد صلاة الظهر في مدينة السويداء جنوبي سوريا تنديدًا بالواقع المعيشي المتردي
- الطيران الحربي يستهدفُ بالصواريخ مدينة أريحا جنوب إدلب
- مقتل عددٍ غير معروفٍ من المدنيين في مدينة أريحا جنوب إدلب بعدَ قصفها من قِبل طيران النظام السوري
- الطيران الحربي التابع للنظام يقصفُ بالصواريخ الفراغية قرية الشيخ أحمد في ريف حلب الجنوبي
- الطيران الحربي النظامي يُغير من جديدٍ على مركز مدينة إدلب بالصواريخ الفراغية

- مقتل 7 من المدنيين وعددٍ آخر من الجرحى جراء قصف الطيران السوري مدينة إدلب شمال غربي سوريا
- الجبهة الوطنية للتحرير التابعة للجيش السوري الحر المدعوم تركيًا تُعلن استهداف رتلٍ عسكري للقوات الموالية للأسد في منطقة الشيخ إدريس شمال غربي حماة
- وسائل إعلام معارِضة تنقل خبر مقتل ضابط برتبةِ عقيد من روسيا وعددٍ ممن كانوا معه خلال الاشتباكات والقصف المدفعي المتبادل بين فصائل الثورة والقوات النظاميّة على محور أبو جريف شرقي إدلب
- مقتل 19 مدنيًا وجرح 67 آخرين حصيلة الخسائر البشرية في يومٍ واحدٍ في مدينة إدلب إثر قصفها من قِبل الطيران النظامي والطائرات الحربيّة الروسية

16 كانون الثاني/يناير
- النظام السوري يقصفُ بالمدفعيّة الثقيلة وراجمات الصواريخ بلدة كفرناها في ريف حلب الغربي مع ساعات الصباح الأولى
- الطيران الحربي الروسي يقصفُ بالصواريخِ الفراغيّة بلدة عينجارة في ريف حلب الغربي
- الطيرانُ الحربي الروسي يشنُّ غارة جوية أخرى على بلدة كفرناها في ريف حلب الغربي التي قُصفت قبل ساعة براجمات الصواريخ
- تركيا تُعزِّز نقاط مراقبتها جنوب إدلب
- الطيران الحربي الروسي يشنُّ من انتصافِ اليوم غارات جوية جديدة على قرية خلصة بريف حلب الجنوبي
- الجيش الوطني السوري ينشرُ فيديو يُوثِّقُ لحظة استهداف فصائل المعارضة المُسلَّحة بصاروخٍ موجهٍ لسيارة تقلُّ عددًا من جنود النظام على محور تل خطرة في ريف إدلب الجنوبي الشرقي
  - الفصائل الثوريّة تشنُّ هجومًا معاكسًا على مواقع النظام وباقي الميليشيات التي تدعمهُ على محور تل خطرة وتُسيطر على عددٍ من المعدات
- الفصائل العسكرية تستعيدُ السيطرة على قرية أبو جريف جنوب شرقي إدلب بعد أن كانت قد فقدتها لصالحِ النظام قبل ساعات
  - مصادر عسكريّة في المعارضة تقولُ إنَّها نجحت في قتلِ وإصابة 20 عنصرًا النظام وداعميهِ خلال الهجوم المعاكسِ الذي شنَّتهُ الفصائل العسكرية لاستعادة قرية أبو جريف
- الجبهة الوطنية للتحرير تنشر فيديو يُظهر استهدافها مقرًا يتمركزُ به ضباط وعناصر من النظام وداعميه على محور حلب الجديدة
- النظام السوري يقصفُ بالمدفعية الثقيلة وراجمات الصواريخ بلدات خان العسل وكفر داعل والمنصورة ومنطقة الراشدين غرب حلب

- الأمم المتحدة تُعلن أنَّ 350 ألف مدني – معظمهم نساء وأطفال – قد نزحوا من إدلب إلى المناطق الحدودية مع تركيا منذ مطلع شهر كانون الأول/ديسمبر 2019

17 كانون الثاني/يناير
- فصائل المعارضة تصدُّ محاولات تقدم ليلية للنظام وحلفائهِ باتجاه قرية أبو جريف شرق إدلب
- مصادر في المعارضة تقولُ إنَّ النظام السوري قصفَ بالمدفعيّة الثقيلة جمعية الكهرباء في بلدة خان العسل غرب حلب
- النظام السوري يُعيد قصف بلدة المنصورة ومنطقتي الصحفيين والراشدين غرب حلب بالصواريخ بعدما كان قد أغارَ عليها قبل أقلّ من 24 ساعة
- الطيرانُ الحربي الروسي يقصفُ بالصواريخ الفراغيّة محيط بلدة كفرناها في ريف حلب الغربي لليومِ الثاني على التوالي
  - مقتل طفل وإصابة آخرين خلال القصفِ الجوي الروسي على بلدة كفرناها
- الطيران الحربي الروسي يشنُّ غاراتٍ جويةٍ على محيط مدينة الأتارب في ريفِ حلب الغربي
- مصادر في المعارضة تقولُ إنَّ الطيران الروسي قد قصفَ سجن القاسميّة بريفِ حلب الغربي
- الطيران الحربي الروسي يقصفُ بالصواريخ الفراغية بلدة عنجارة في ريف حلب الغربي للمرة الثانية في أقل من 48 ساعة
- مقتل عددٍ من عناصر النظام والميليشيات الإيرانيّة التي تُساعده على محور أبو جريف في ريف إدلب الشرقي
- الفصائل الثوريّة تنجحُ في بسطِ سيطرتها على على تلة مصيطف وبلدة تل خطرة جنوب شرقي إدلب بعد هجومٍ معاكسٍ على مواقع النظام
- مصادر في الجبهة الوطنيّة للتحرير تقولُ إنها نجحت في قتلِ أربعِ ضباطٍ من الجيش الروسي بعد استهدافِ نقطة تمركزهم بصواريخ غراد في قرية قطرة جنوب شرق إدلب
- الطيران الحربي الروسي يقصفُ بالصواريخ الفراغية بلدة المنصورة بريف حلب الغربي للمرة الثانية في أقل من يومين

18 كانون الثاني/يناير
- فصائل المعارضة تستهدفُ عبر صاروخٍ مضادٍ للدروع تمركزات النظام السوري وحلفائه على محور جرجناز جنوب شرق إدلب
- فصائل المعارضة تقصفُ عبر صواريخ الغراد تجمّعات للنظام السوري على محور التح جنوب شرق إدلب
- الفصائل الثوريّة تستهدفُ عبر صاروخ مضاد للدروع سيارة تقلُّ عددًا من عناصر النظام على محور مغارة بريف إدلب الشرقي
- النظام السوري يقصفُ بالمدفعيّة الثقيلة مدينة معرة النعمان بريف إدلب الجنوبي والتي يُحاول السيطرة عليها منذ أزيد من شهر
- استمرار نزوح مئات المدنيين من سُكَّان ريف حلب الغربي نحو المناطق الحدودية مع تركيا إثر الحملة العسكرية التي تشنُّها روسيا على المنطقة بواسطة الطائرات الحربية والقذائف المدفعية والصواريخ
- الفصائل الثوريّة تقول إنها نجحت في صدِّ محاولتي تقدم للنظام وحلفائه على منطقة تل مصيطف شرق إدلب
- مقتل عدد من المدنيين جرَّاء غارات جوّية للطائرات الحربية الروسية على قرية بالا في ريف حلب الغربي

19 كانون الثاني/يناير
- اندلاع اشتباكات بين فصائل المعارضة من جهة والنظام والميليشيات الموالية له من جهة ثانية على محور البرسة بريف إدلب الجنوبي الشرقي
- فصائل المعارضة تنجحُ في السيطرة على قرية أبو دفنة جنوب شرق إدلب بعدما كانت قد انسحبت منها في وقتٍ سابق
  - وسائل إعلام موالية للنظام وأخرى تابعة لإيران تُعلن نجاح الجيش السوري في صدّ «الهجوم» على قرية أبو دفنة مُتهمةً جبهة النصرة بالوقوفِ ورائه
- روسيا تتهمُ «مسلّحين» بالهجومِ على قاعدة حميميم في ريف اللاذقية بواسطة طائرات مسيرة

20 كانون الثاني/يناير
- وحدات حماية الشعب تستهدفُ مع ساعات الصباح الأولى مدينتَيْ أعزاز وعفرين شمال حلب براجمات الصواريخ وقذائف المدفعية الثقيلة
  - مقتل طفل وامرأة بعدَ استهداف وحدات الحماية مدينة عفرين براجمات الصواريخ وقذائف المدفعية
- الطيران الحربي يُغير على بلدة الجينة بريفِ حلب الغربي
  - مقتل طفل وجرح آخرين إثر استهدافِ الطيران الحربي بلدة الجينة
- الجبهة الوطنية للتحرير التابعة للجيش السوري الحر المدعوم تركيًا تستهدفُ معامل الدفاع شرقي حلب والتي تتمركز فيها قوات النظام بصواريخ الغراد

21 كانون الثاني/يناير
- الجبهة الوطنية للتحرير تنجحُ في تدميرِ قاعدة إطلاق صواريخ موجَّهة وتقول إنها قد قتلت طاقمها المكوّن من 6 عناصر على محور التح جنوب شرقي إدلب إثرَ استهدافها بصاروخ موجَّه
- الطيران الحربي الروسي يُغير على بلدة كفر تعال بريف حلب الغربي
  - مصادر في المُعارضة تقولُ إن الغارات الجويّة الروسية على بلدة كفر تعال قد تسبَّبت في مقتل 9 مدنيين وجرحِ آخرين
- الجبهة الوطنية للتحرير تُعلن عن قتلها لمجموعة عناصر من «الميليشيات الروسيّة» إثر استهداف موقعٍ لهم على محور عطيرة في جبل التركمان شمال اللاذقية بصاروخ مُوَجَّه
- وزارة الدفاع الروسية تتهمُ ما سمَّتهم «إرهابين» التحضير لهجماتٍ بواسطةِ سياراتٍ مفخخة على مواقع النظام وحلفائهِ بمحيط إدلب

22 كانون الثاني/يناير
- مقتل شخصين وإصابة آخرين إثر استهدافِ الطيران الحربي الروسي محيط مدينة الأتارب غرب حلب
- الجبهة الوطنية للتحرير تُعلن قصفها لمواقع كل من الميليشيات الإيرانية في قرية الوضيحي بريفِ حلب الجنوبي والميليشيات الروسية في قرية أبو دفنة بريف إدلب الشرقي بصواريخ الغراد وتقول إنها حقّقت إصابات مباشرة في صفوفهم
- الجبهة الوطنية للتحرير التابعة للجيش الوطني السوري تُعلن تدميرها مربض مدفعية ومستودع ذخيرة وتقول إنها قتلت عددًا من عناصر الميليشيات الإيرانية إثر استهداف مواقع الأخيرة على محور حلب الجديدة براجمات الصواريخ
- اندلاع اشتباكات بين الفصائل الثورية والنظام في الحويز غرب حماة

23 كانون الثاني/يناير
- سقوط 3 ضحايا مدنيين جرّاء استهداف الطيران الروسي لبلدة أرنبة في جبل الزاوية بريف إدلب الجنوبي
- وزارة الدفاع الروسية تُعلن مقتل 40 من عناصرها وجرحِ 80 آخرين على محاور ريف إدلب يوم أمس
- اندلاع اشتباكات عنيفة بين الفصائل الثورية والنظام على جبهة التح جنوب شرق إدلب
- الجبهة الوطنية للتحرير تُعلن قصف تجمُّع آليات «للميليشيات الإيرانيّة» قُرب مستودعات خان طومان جنوب حلب بصواريخ الغراد
- هيئة تحرير الشام تُعلن استهداف سيارة عسكريّة «للميليشيات الروسية» على محور حلبان شرقي إدلب بصاروخ موجه
- اندلاع اشتباكات عنيفة بين الثوار والنظام على محور صهيان بريف إدلب في ساعاتٍ متأخرةٍ من اليوم

24 كانون الثاني/يناير
- الطيران الحربي الروسي يشنُّ غارات جوية على بلدة المنصورة ومنطقة الراشدين غرب حلب
- الطيران الحربي التابع للنظام السوري يستهدفُ بغاراتٍ مكثفةٍ بالرشاشات الثقيلة مدينة سراقب والطرق المحيطة بها في ريف إدلب الشرقي
- الفصائل الثورية تعلن تدمير دبّابة مزودة بكاسحة ألغام للنظام على محور التح في ريف إدلب الجنوبي الشرقي
- الجبهة الوطنية للتحرير التابعة للجيش الوطني السوري تُعلن إيقاع قتلى وجرحى في صفوف الميليشيات الإيرانية بينهم ضباط إثر استهداف تجمعٍ لهم على محور معمل الكرتون غرب حلب بقذائف المدفعية الثقيلة

25 كانون الثاني/يناير
- الجبهة الوطنية للتحرير تنجحُ في تدمير قاعدة إطلاق صواريخ كورنيت على محور جمعية الزهراء غرب حلب بعد استهدافها بصاروخ مُوجَّه
- اندلاع اشتباكات عنيفة بين الفصائل الثوريّة والنظام السوري على محور إكثار البذار بريف حلب الغربي
- مقتل ثلاث مدنيين إثر استهدافِ الطيران الحربي الروسي بلدة شنان في جبل الزاوية جنوب إدلب
- اندلاع اشتباكات أخرى بين الفصائل الثوريّة والنظام السوري على محور تلمنس جنوب إدلب
- مصادر في المعارضة تتحدثُ عن سقوطِ جرحى مدنيين في مدينة الأتارب بريفِ حلب الغربي جرّاء استهدافها من قِبل النظام السوري والميليشيات الإيرانية الداعمة له بصواريخ محملة بقنابل عنقودية

26 كانون الثاني/يناير
- فصائل المعارضة تقولُ إنها نجحت في صدّ أكثر من 5 محاولات تقدم ليلية للنظام وحلفائه على محوري الصحفيين وإكثار البذار غرب حلب
- انفجار عربة مُفخّخة وسط تجمّعٍ لجنود النظام وحلفائهِ على محور إكثار البذار غرب حلب مع انتصافِ اليوم تقريبًا
- انفجار سيارة مُفخَّخة في مدينة أعزاز بريفِ حلب الشمالي
- الجبهة الوطنية للتحرير المُنضوية تحتَ لواءِ الجيش الوطني السوري المدعوم تركيًا تُعلن قتل 34 عنصرًا من النظام والميليشيات الروسية والإيرانية وجرحِ 80 آخرين خلال الـ 48 ساعة الماضية إثر الاشتباكات بريفي إدلب وحلب
- الطيران الحربي السوري يُغير بعددٍ من الصواريخ على مدينة سراقب في ريفِ إدلب الشرقي
- الطيران المروحي السوري يُغير بالبراميل المتفجّرة على بلدة بزابور في ريفِ إدلب الجنوبي

27 كانون الثاني/يناير
- تواصل الاشتباكات بين الفصائل الثوريّة والنظام على محور إكثار البذار بريف حلب الغربي
- قوات النظام وبدعمٍ جوي روسي تقتربُ من السيطرة على مدينة معرة النعمان بريفِ إدلب الجنوبي بعد أيّامٍ من الاشتباكات معَ فصائل المعارضة
- الجبهة الوطنية للتحرير تقصفُ بصواريخ الغراد تمركزات للنظام في ريف إدلب الجنوبي دون أيّ حديثٍ عن الخسائر

28 كانون الثاني/يناير
- فصائل المعارضة تنسحبُ مع ساعات الصباح الأولى من مواقعها في في كفروما بريف إدلب بعد معارك مع القوات النظاميّة المدعومة بالطيران الحربي
  - الجيش العربي السوري يُحكم سيطرته على كفروما بعد عدّة أسابيع من الاشتباكات بينه وبين فصائل المعارضة على تخومها
- فصائل المعارضة تقصفُ مواقع للنظام السوري في بلدة بابيلا جنوب إدلب بصواريخ الغراد لمنعهِ من مواصلة التقدم نحو باقي البلدات
- قوات الجيش التركي المتواجدة في تلّة العيس تستهدفُ بقذائف المدفعية الثقيلة مواقع النظام في ريف حلب الجنوبي
- فصائل المعارضة تُخلي مواقعها أيضًا في معرة النعمان بريف إدلب وذلك بعد اشتباكات عنيفة مع القوات النظامية المدعومة روسيًا
  - الجيش العربي السوري ينجحُ في إحكامِ السيطرة على معرة النعمان ويُحاول التقدم نحو بلداتٍ أخرى قريبة منها
- ناشطون سوريون يتداولون صورًا لما قالوا إنها تُظهر حرق ضريح عمر بن عبد العزيز بريفِ إدلب على يدِ ميليشيات إيرانيّة

29 كانون الثاني/يناير
- الفصائل الثورية تستعيدُ السيطرة على عددٍ من القرى في منطقة الصحفيين غرب حلب؛ في مُقابل سيطرة النظام على قرى ومناطق أخرى في نفسِ المنطقة
- النظام السوري يستهدفُ رتلًا تركيًا قرب نقطة المراقبة في الراشدين غرب حلب دون وقوعِ أيّ خسائر بشريّة
- هيئة تحرير الشام تستهدفُ بعربةٍ مفخخةٍ مواقع النظام في بلدة خان السبل شرق إدلب
- منظمة الأمم المتحدة تقولُ إن 2.8 مليون شخص بحاجة لمساعدة في شمال سوريا؛ وتدعو مجلس الأمن لوقفِ ما سمَّتهُ «الوضع المزري» في الشمال السوري
- مقتل 5 مدنيين وجُرح 20 آخرين بعد استهداف الطيرانِ الروسي لبلدة كفرلاتا جنوب إدلب بغارات جوية
- الطيران الحربي السوري يواصلُ غاراتهِ الجويّة على مدينة سراقب شرقي إدلب
- خروجُ «مشفى الشامي الجراحي» عن الخدمة في مدينة أريحا جنوبي إدلب ووقوع إصابات بين الكادر الطبي إثر استهدافهِ من قِبَل الطيران الحربي الروسي

30 كانون الثاني/يناير
- اندلاع اشتباكات متقطّعة في عددٍ من المناطق بين الفصائل الثوريّة والنظام السوري
- الجبهة الوطنية للتحرير تُعلن قتلها لمجموعةٍ مؤلفةٍ من 12 عنصرًا من النظام السوري خلال الاشتباكات على محور معردبسة شرقي إدلب
- الجيش التركي يُنشئ نقطة مراقبة جديدة على أوتوستراد دمشق - حلب الدولي شمال مدينة سراقب بريفِ إدلب الشرقي

31 كانون الثاني/يناير
- تواصل الاشتباكات بين النظام السوري وفصائل المعارضة على عددٍ من الجبهات في ريف حلب الجنوبي والغربي وكذا في ريفِ إدلب الجنوبي
- الجيش العربي السوري يُسيطر على مزيدٍ من القرى في ريفِ حلب الغربي بعد الاشتباكات بينه وبين الفصائل الثوريّة
- هيئة تحرير الشام تستهدفُ بعربةٍ مفخخةٍ مواقع النظام السوري على محور الصحفيين غرب حلب
- الفصائل الثورية تُعلن عن نجاحها في صدّ محاولات تقدم للنظام السوري وداعميهِ في عددٍ من القرى بريف إدلب الشرقي

### الحصيلة
تُقدّم هذه الفقرة حصيلةً للحرب الأهلية السوريّة خلال كانون الثاني/يناير من عام 2020 حسبَ ما وثقتهُ الشبكة السورية لحقوق الإنسان وعدد من الشبكات والمؤسسات الأخرى.

#### المدنيون
قتلى الحرب
وثَّقت الشبكة السورية لحقوق الإنسان مقتل 286 مدنيًا بينهم 73 طفلًا و30 سيّدة خلال شهر كانون الثاني/يناير من عام 2020؛ وجاء النظام السوري والميليشيات الإيرانية التي تدعمهُ على الأرض في المرتبة الأولى كأكثر من قتل المدنيين من بينِ باقي الأطراف الرئيسية الفاعلة في الحرب الأهليّة حيثُ تسبّبت غاراته الجويّة وقصفه المدفعي على الأحياء السكنيّة في مقتل 111 مدنيًا (بينهم 28 طفلًا و10 سيّدات) وهو ما يُمثل 38.81% من إجمالي القتلى المدنيين؛ تليهِ الجهات الأخرى وهي الجهات التي فشلت الشبكة في تحديدها أو في تحديدِ الذي يقفُ خلفها فضلًا عن جهات أخرى لا تُعتبر فاعلة؛ ثم تأتي القوات الروسيّة في المرتبة الثالثة كأكثر الجهات المتسبِّبة في مقتل المدنيين حيثُ قتلت طائرات موسكو 75 مدنيًا وهو ما يمثل ما نسبته 26.22%، ثم قوات سوريا الديموقراطية التي وثقت الشبكة قتلها لأربعِ مدنيين (1.40%)؛ ثم تنظيم داعش الذي ينشطُ بين الفينة والأخرى والذي قتلَ 3 مدنيين (1.05%) فضلًا عن فصائل المعارضة التي قتلت مدنيًا واحدًا (0.35%).
قتلى التعذيب
وثقت الشبكة السورية مقتل 7 مدنيين خلال شهر كانون الثاني/يناير 2020 جميعهم على يدِ قوات النظام السوري.

#### الكوادر الطبية
وثقت الشبكة السورية مقتل طبيبٍ واحدٍ في شهر كانون الثاني/يناير 2020؛ لكنها لم تنجح في تحديد الجهة التي تقفُ خلف عمليّة الاغتيال تلك، كما وثقت مقتل 3 من كوادر الدفاع المدني السوري جميعهم على يدِ قوات النظام.

#### الكوادر الإعلامية
لم توثق الشبكة السورية لحقوق الإنسان مقتل أيّ من الكوادر الإعلامية خلال هذا الشهر على الرغمِ من تسجيلها لعددٍ من الهجمات على مقراتهم أو تعرضهم للاستهداف المباشر على الرغمِ من وضع شارة الصحفيّ.

## شباط/فبراير

### الأحداث
1 شباط/فبراير
- اندلاع اشتباكات بين ما يُعرف باسمِ الجيش الوطني السوري والنظام على محور تل رحال بريف مدينة الباب شرق حلب
- الفصائل الثوريّة تُواصل استهدافها لمواقع النظامِ وتجمّعات جنوده في عددٍ من المناطق بالصواريخ المُوجَّهة
- الجيش التركي ينشئ نقطة مراقبة شرق مدينة سراقب بريفِ إدلب الشرقي
- هيئة تحرير الشام تُفجّر ثلاث عربات مفخخة في تجمعاتٍ متفرّقةٍ للنظام السوري على محور جمعية الزهراء غرب حلب
- مصادر ميدانيّة تقولُ إنَّ طائرة حربية يُرجَّح أنها روسية قد استهدفت مدينة الباب شرق حلب الخاضعة لسيطرة الجيش الوطني السوري المدعوم تركيًا بغارة جوية
  - مصادر فيما يُعرف بالجيش الوطني السوري تتحدث عن جُرحِ 6 مدنيين أحدهم في حالةٍ حرجةٍ نتيجة القصف الجوي الروسي الذي استهدف مدينة الباب

2 شباط/فبراير
- استمرار الاشتباكات بين فصائل المعارضة والنظام على عددٍ من الجبهات
- مقتل ثلاث مدنيين وجرح آخرين إثر استهداف الطيران الحربي والمروحي بلدة سرمين بريف إدلب الشرقي بعدّة غارات
- الجيش التركي يُرسل أرتالًا عسكريّة ضخمة تضمُّ عشرات الدبابات والعربات المُدرّعة إلى الشمال السوري
- مقتل مدني وإصابة آخرين جراء قصف الطيران الحربي الروسي التجمعات السكانية في بلدة أورم الكبرى غرب حلب
- وزارة الدفاع الروسية تُعلن تعرّض قاعدة حميميم العسكرية في اللاذقية شمال غربي سوريا لهجومٍ بواسطة طائرات مسيرة
- الطيران الحربي الروسي يشنُّ غارات بالتزامنِ مع قصفٍ أرضي بالصواريخ على قرية جوباس شرقي سراقب بريف إدلب الشرقي
- الجيش التركي يُنشئ نقطة عسكرية أخرى بالقربِ من مدينة سراقب شرقي إدلب
- قوات النظام تستهدفُ عبر قصفٍ مدفعي نقطة المراقبة التركيّة بمحيطِ بلدة الترنبة قُرب سراقب بريف إدلب الشرقي
  - قوات الجيش التركي المتمركزة في منطقتي الصرمان وتل الطوقان تستهدفُ عددًا من مواقع النظام السوري بالقذائف رداً على القصف المدفعي الذي تعرضت له نقطة المراقبة التابعة لها

3 شباط/فبراير
- وزارة الدفاع التركية تُعلن مع ساعات الصباح الأولى مقتل 4 جنود وإصابة 9 آخرين في قصفٍ لقوات النظام السوري على نقطةِ مراقبة في إدلب وتقولُ إنَّ القوات التركية قد ردت على القصف ودمّرت عددًا من الأهداف
  - وزارة الدفاع الروسية تقولُ إنَّ الجيش التركي تعرّض لهجومٍ من قِبل قوات النظام السوري كونه لم يقدم «بلاغًا مسبقًا» بشأن عملياته في إدلب
  - الجيش التركي يُلغي تسيير دورية مشتركة مع الجانب الروسي في منطقة عين العرب بريفِ حلب الشرقي
  - مصادر ميدانيّة تقولُ إن النقطة التركية في تل الطوقان شرق إدلب تُواصل استهداف مواقع النظام السوري بقذائف المدفعية
  - وزير الدفاع التركي يقولُ في مؤتمرٍ صحفيّ إنه جرى تحييد 76 عنصرًا من قوات النظام السوري بعد استهداف 54 موقعًا في إدلب
- استمرار الاشتباكات بين الفصائل الثورية وقوات النظام السوري المدعومة روسيًا وإيرانيًا على عددٍ من الجبهات

4 شباط/فبراير
- الفصائل الثوريّة تُواصل استهداف المواقع التي سيطرَ عليها النظام السوري في ريفِ إدلب الجنوبي الشرقي بصواريخ الغراد والصواريخ المُضادة للدروع
- نقطة المُراقبة التركيّة في شير مغار تقصفُ بالمدفعيّة مواقع للنظام السوري في بلدة سلحب بريف حماة الغربي
- اندلاع اشتباكات عنيفة بين فصائل المعارضة والنظام وعمليّات كرٍ وفرٍ بين الطرفينِ في ريف حلب الجنوبي
- الجيش العربي السوري يقول في بيانٍ رسميّ إنَّ عناصرهُ على أتمِّ الاستعداد للرد الفوري على أيّ «اعتداءٍ» من قِبَل الجيش التركي على القوات التابعة له في إدلب

5 شباط/فبراير
- الجولاني زعيم هيئة تحرير الشام – المُصنّفة كتنظيمٍ إرهابي لدى العديد من الدول – يظهرُ في فيديو جديد ويقولُ إنه يتمنّى لو يكونُ أول الانغماسيين ولكنَّ الإخوة لا يسمحون له بذلك
- مقتل طفلة وإصابة 4 مدنيين آخرين جرّاء إلقاء الطيران المروحي السوري براميل مُتفجّرة على بلدة تفتناز شمال شرقي إدلب
- الطيران الحربي الروسي يُغير على قرية جدرايا في ريف إدلب الشمالي الشرقي
- القوات التركية المتمركزة في نقطة المراقبة شمال مدينة سراقب بريفِ إدلب الشرقي تستهدفُ بقذائف المدفعيّة الثقيلة تجمّعات للنظام السوري على المحاور الشرقية والشمالية للمدينة لمنعها من مواصلةِ التقدم

6 شباط/فبراير
- الجيش التركي يُنشئ نقطة عسكرية جديدة قرب تفتناز في ريف إدلب
  - النظام السوري يقصفُ في ساعات الصباح الأولى بالمدفعيّة الثقيلة النقطة العسكرية التركية الجديدة في تفتناز بريف إدلب
  - المدفعية التركية تردُّ على النظام السوري عبر قصفِ مواقعهِ في محور النيرب بريفِ إدلب بضرباتٍ مباشرةٍ
- هيئة تحرير الشام تستهدفُ مواقع النظام السوري بعربةٍ مُفخّخةٍ قرب بلدة النيرب بريف إدلب
  - هيئة تحرير الشام تُفجّر عربة مفخخة ثانية وسط تجمعات للنظام على محور داديخ بريف إدلب الشرقي
- الجبهة الوطنية للتحرير تُعلن عن عملٍ عسكري واسعٍ ضد النظام وباقي حلفائه في ريف إدلب الشرقي بالتزامنِ مع الاشتباكات بين نقاط المراقبة التركية والجيش العربي السوري
- وسائل إعلام تابعة للنظام السوري تُؤكّد سيطرة هذا الأخير على مدينة سراقب بعد أيامٍ من الاشتباكات على تخومها
- مقتل 4 أشخاص بعد استهدافِ الجيش العربي السوري لبلدة أورم الكبرى غرب حلب بقذائف المدفعية الثقيلة
- الطيران الحربي الروسي يُغير على مدينة إدلب بخمس غاراتٍ جويةٍ ما يتسبّب في مقتلِ 10 أشخاص بينهم مدنيين
- الجيش التركي يُواصل إدخال عددٍ من آلياته العسكريّة بما في ذلك الدبابات والعربات المدرعة والمصفّحات إلى محافظة إدلب عن طريق معبر كفر لوسين الحدودي

7 شباط/فبراير
- الجيش التركي يدفعُ بتعزيزات عسكريّة جديدة نحو محافظة إدلب
- اندلاع اشتباكات عنيفة بين الفصائل الثورية والنظام السوري على عددٍ من الجبهات في ريف حلب الجنوبي
  - النظام السوري ينجحُ في السيطرة على عددٍ من القرى في ريف حلب الجنوبي بعد طردِ فصائل المعارضة منها
- فصائل المعارضة تشنُّ هجومًا على المواقع التي نجحَ النظام في السيطرة عليها مؤخرًا في ريف حلب الجنوبي دون أيّ تقدمٍ على الأرض

8 شباط/فبراير
- القوات الأمريكية تبدأُ في إنشاء قاعدة عسكرية جديدة في محافظة الحسكة بسوريا
- طائرات حربية روسية تشنُّ مع ساعات الصباح الأولى غاراتٍ جويةٍ على مناطق متفرّقة في ريفي حلب الجنوبي والغربي
- النظام السوري ينجحُ في إحكام سيطرته على بلدة العيس وتلتها الإستراتيجية جنوب حلب بعد انسحابِ مقاتلي هيئة تحرير الشام منها
- قوات النظام السوري تقتربُ من القاعدة العسكرية التركية في مطار تفتناز العسكري بمسافةٍ تُقدَّر بـ 4 كيلومترات وذلك عقبَ سيطرتها على قرية الطليحية بريف إدلب الشرقي
- انتشار فيديو على مواقع التواصل الاجتماعي يُظهر عناصر للنظام السوري وهي تُخرّب القبور في الشمال السوري